# Asiaster olexai
Asiaster olexai är en skalbaggsart som beskrevs av Kapler 1999. Asiaster olexai ingår i släktet Asiaster och familjen stumpbaggar. Inga underarter finns listade i Catalogue of Life.